# Batalha de Ueno

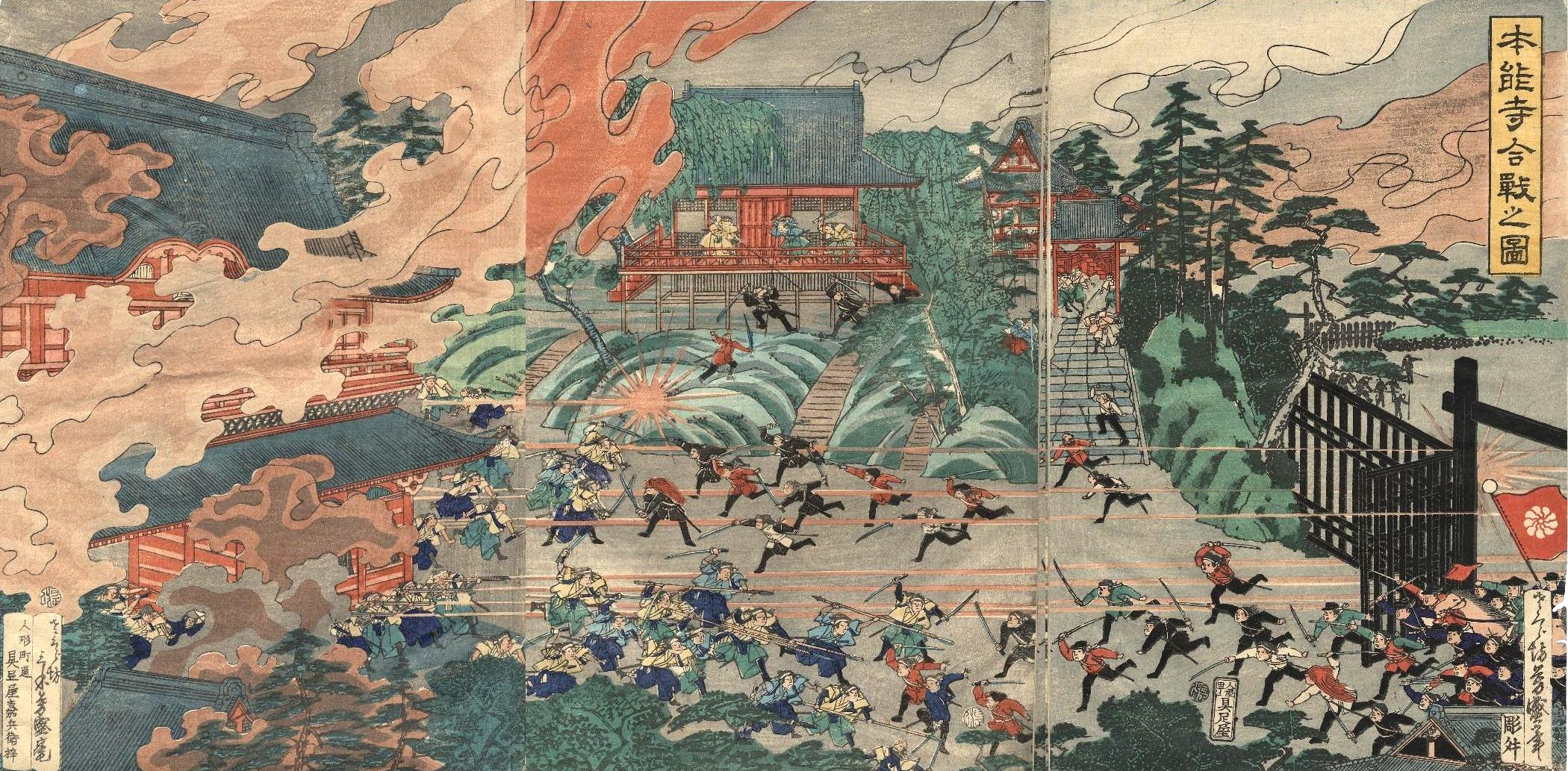
O ataque ao templo Kan'eiji na Batalha de Ueno.

A Batalha de Ueno (Japonês:上野戦争) foi uma batalha da Guerra Boshin que ocorreu em 4 de julho de 1868 (15 de maio pelo calendario lunar).